# Indigofera deightonii
Indigofera deightonii är en ärtväxtart som beskrevs av Jan Bevington Gillett. Indigofera deightonii ingår i släktet indigosläktet, och familjen ärtväxter.

## Underarter
Arten delas in i följande underarter:
- I. d. deightonii
- I. d. rhodesica